# Districtul Banatul de Nord
Districtul Banatul de Nord (sârbă Severno-Banatski okrug sau Северно-Банатски округ, maghiară Észak-bánsági körzet, slovacă Severobanátsky okres, este o diviziune administrativă în partea de nord a provinciei Voivodina, Serbia. Regiunile istorice din care este alcătuit sunt Banatul și Bácska.

## Comune și localități

#### Comuna Ada
(nu face parte din Banatul istoric)
- Ada (maghiară Ada)
- Mol (maghiară Mohol, germană Mol)
- Obornjača (maghiară Völgypart)
- Sterijino (maghiară Valkaisor)
- Utrine (maghiară Törökfalu)

#### Comuna Čoka
- Banatski Monoštor (maghiară Kanizsamonostor)
- Crna Bara (maghiară Feketetó, germană Tschernabara)
- Čoka (maghiară Csóka)
- Jazovo (maghiară Hódegyháza)
- Ostojićevo (maghiară Tiszaszentmiklós, germană Sankt Nikolaus an der Theiß)
- Padej (maghiară Padé)
- Sanad (maghiară Szanád, germană Sanad)
- Verbica (maghiară Egyházaskér)

#### Comuna Kanjiža
(nu face parte din Banatul istoric)
- Adorjan (maghiară Adorján)
- Horgoš (maghiară Horgos)
- Kanjiža (maghiară Magyarkanizsa)
- Mala Pijaca (maghiară Kispiac)
- Mali Pesak (maghiară Kishomok)
- Martonoš (maghiară Martonos)
- Novo Selo (maghiară Újfalu)
- Orom (maghiară Orom)
- Totovo Selo (maghiară Tóthfalu)
- Senćanski Trešnjevac (maghiară Oromhegyes)
- Velebit (maghiară Fogadjisten)
- Vojvoda (maghiară Völgyes)
- Zimonjić (maghiară Ilonafalu)

#### Comuna Kikinda
- Banatska Topola (maghiară Töröktopolya, germană Banat Topola)
- Banatsko Veliko Selo (maghiară Szenthubert és Szentborbála és Károlyliget, germană Sankt Hubert und Seultour und Charleville)
- Bašaid (maghiară Basahíd, germană Klein Kikinda)
- Iđoš (maghiară Tiszahegyes)
- Chichinda Mare (maghiară Nagykikinda, germană Kikinda,sârbă Kikinda)
- Mokrin (maghiară Mokrin, Homokrév, germană Mokrin)
- Nakovo (maghiară Nákófalva, germană Nakodorf)
- Novi Kozarci (maghiară Nagytószeg és Kistószeg, germană Haufeld und Mastrot)
- Rusko Selo (maghiară Torontáloroszi, germană Ruskodorf)
- Sajan (maghiară Szaján)

#### Comuna Novi Kneževac
- Banatsko Aranđelovo (maghiară Oroszlámos)
- Ðala (maghiară Gyála)
- Filić (maghiară Firigyháza)
- Krstur (maghiară Ókeresztúr)
- Majdan (maghiară Magyarmajdány)
- Mali Siget (maghiară Sziget)
- Novi Kneževac (maghiară Törökkanizsa és Torontáljózseffalva, germană Neu-Kanischa und Josefowa)
- Podlokanj (maghiară Podlokánypuszta)
- Rabe (maghiară Rábé)

#### Comuna Senta
(nu face parte din Banatul istoric)
- Bogaroš (maghiară Bogaras)
- Gornji Breg (maghiară Felsőhegy)
- Kevi (maghiară Kevi)
- Senta (maghiară Zenta, germană Senta)
- Tornjoš (maghiară Tornyos)

Reședința acestui district este orașul Chichinda Mare.

## Populație
Conform datelor recensământului din 2002 districtul avea 165.881 locuitori.
Din punct de vedere etnic, populația districtului se compune din maghiari (78.551 locuitori sau 47,4 %), sârbi (72.242 locuitori sau 43,6 %), români și alții.
Comune cu populație majoritar sârbească sunt Kikinda (76 %) și Novi Kneževac (59 %), cu populație majoritar maghiară sunt Ada (77 %), Čoka (52 %), Kanjiža (86 %) și Senta (81 %).
Dintre cele 50 de localități ale districtului, 19 au populație majoritar sârbească, 1 are populație mixtă, iar celelalte au populație majoritar maghiară.

## Personalități locale
- Teodor Ilić Češljar, pictor, Nikola Aleksić, Đura Pecić și Đura Jakšić.